# マコンデ族

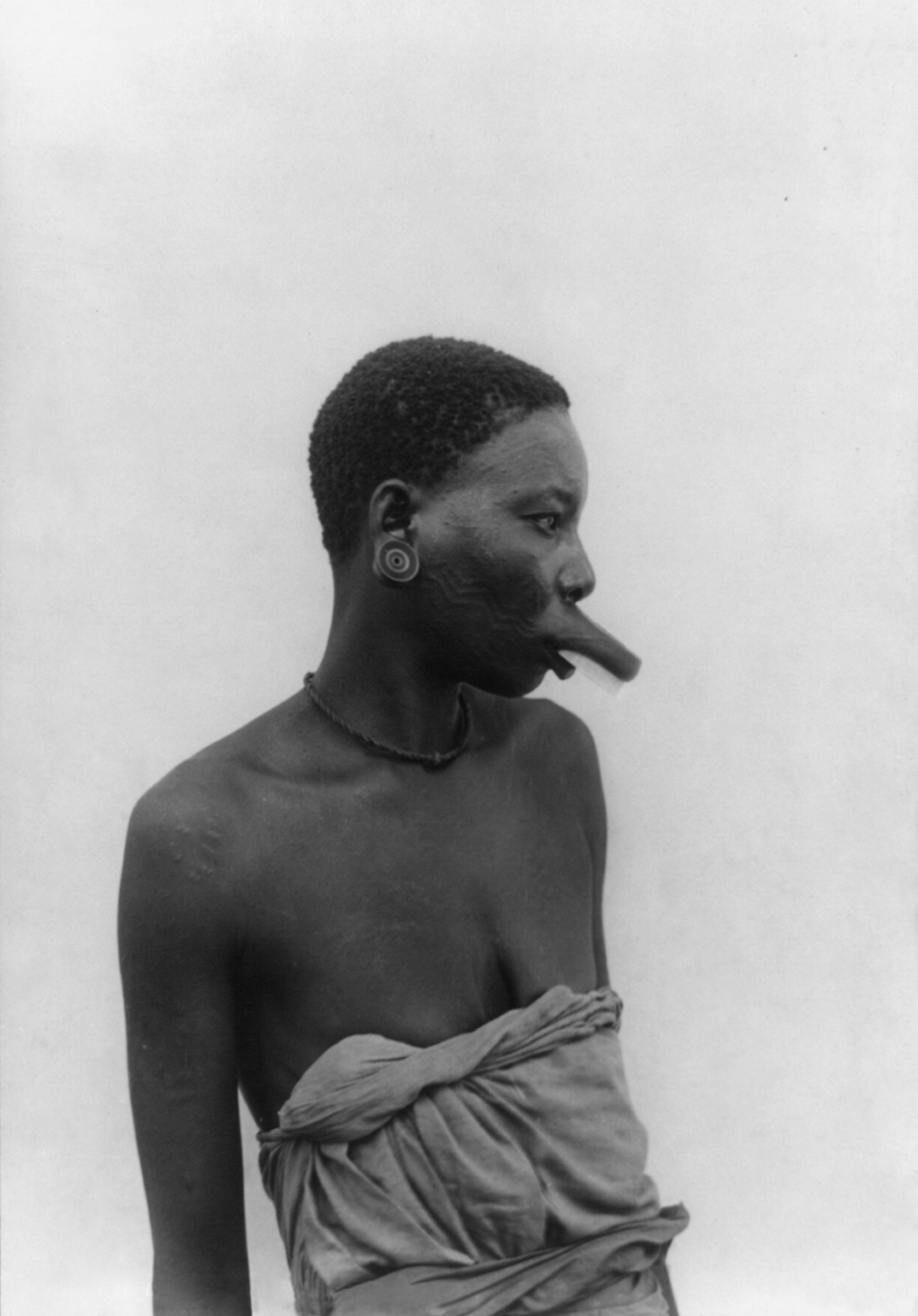
耳たぶの拡張、上唇の伸長を行っているマコンデ族の女性（1902年、ミキンダニ）

マコンデ族は、タンザニア南部からモザンビーク北部に住む、バントゥー語族の部族。木彫りの伝統を持つことで有名。マコンデ語のほか両国の公用語のスワヒリ語もしくはポルトガル語を話す。

## 文化
過去から木彫りを部族の伝統としており、現在でも木彫り職人の多くがマコンデ族である。入れ墨は額と頬に波型のパターンを刺し、女性（集団により男性）は上唇に穴をあけて棒を通す習慣があった（現在は全く行われていない）。生業として農耕を中心に狩猟や漁労も行っていた。
- 主な木彫りのモチーフ
  - ウジャマー・・・短い丸太に大勢の人（一族）を透かし彫りしたもの
  - シェタニ・・・さまざまな動作をしている精霊を彫ったもの
  - 野生動物・・・ゾウ、サイ、キリン、カバ、ワニ、三猿など
  - 人物・・・畑仕事や漁をする人、マサイ族の戦士など

そのほかキリスト教に因んだものやアフリカ大陸の形をしたものなど、常に新しいものが生みだされている。

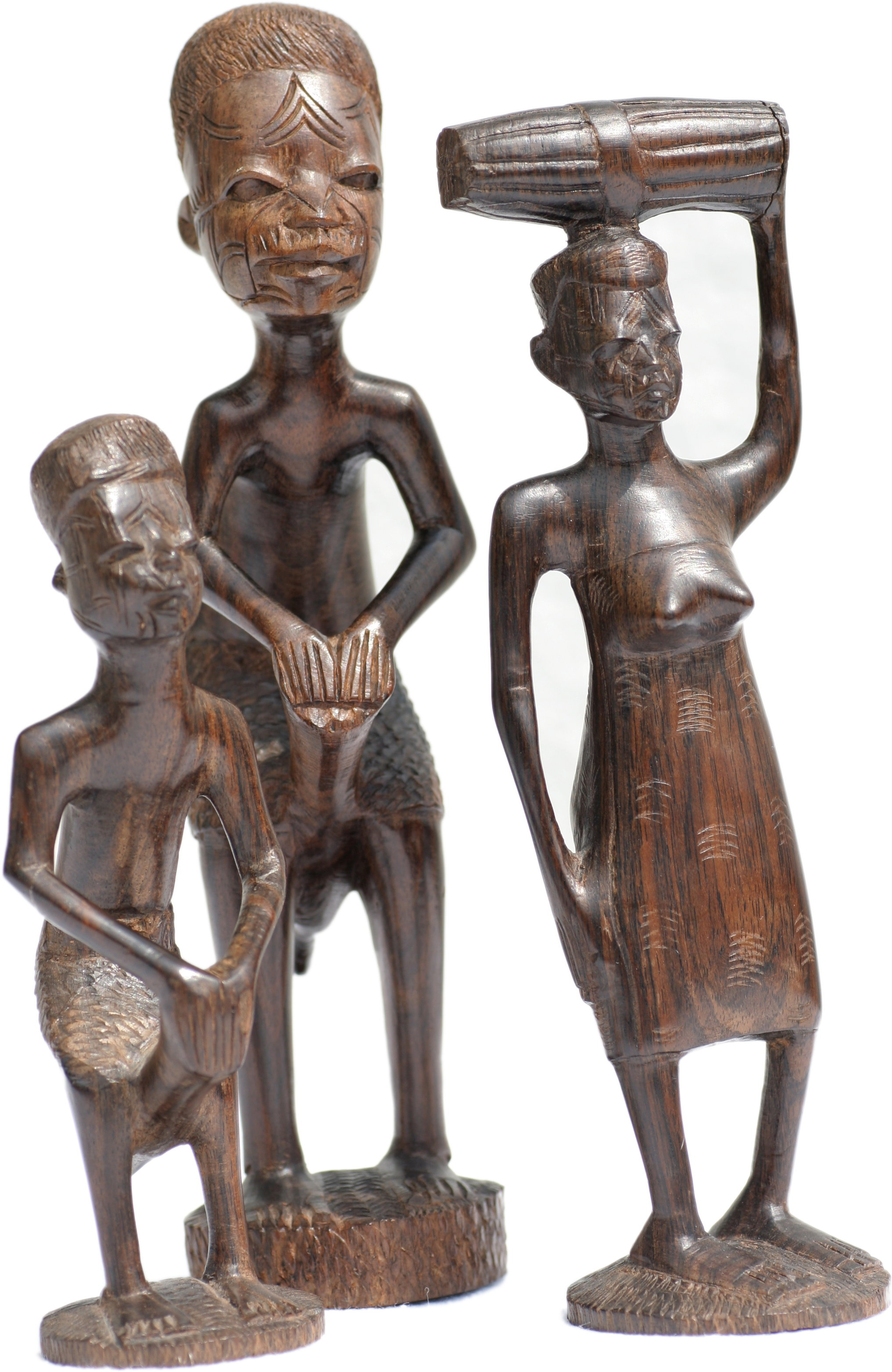
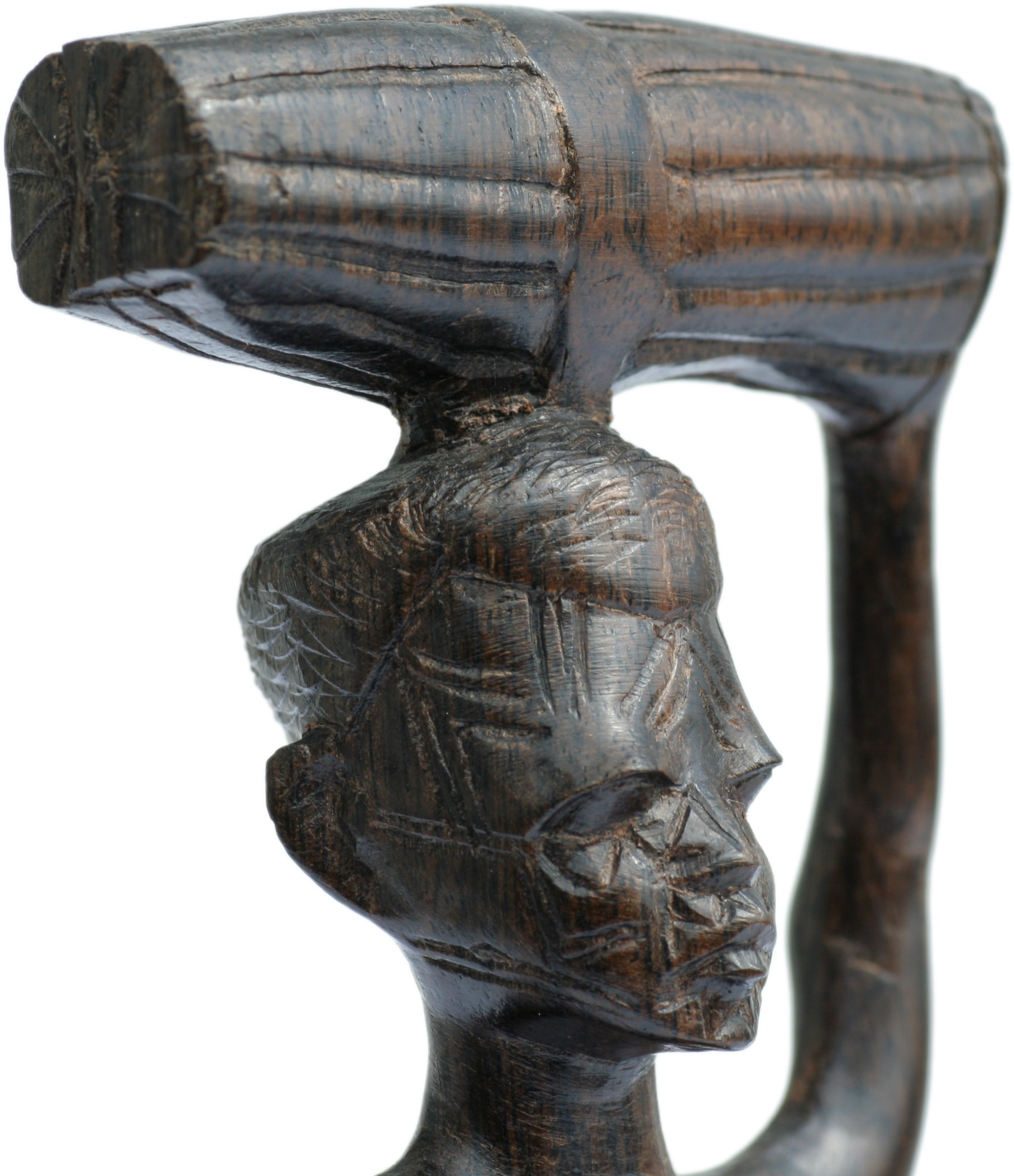
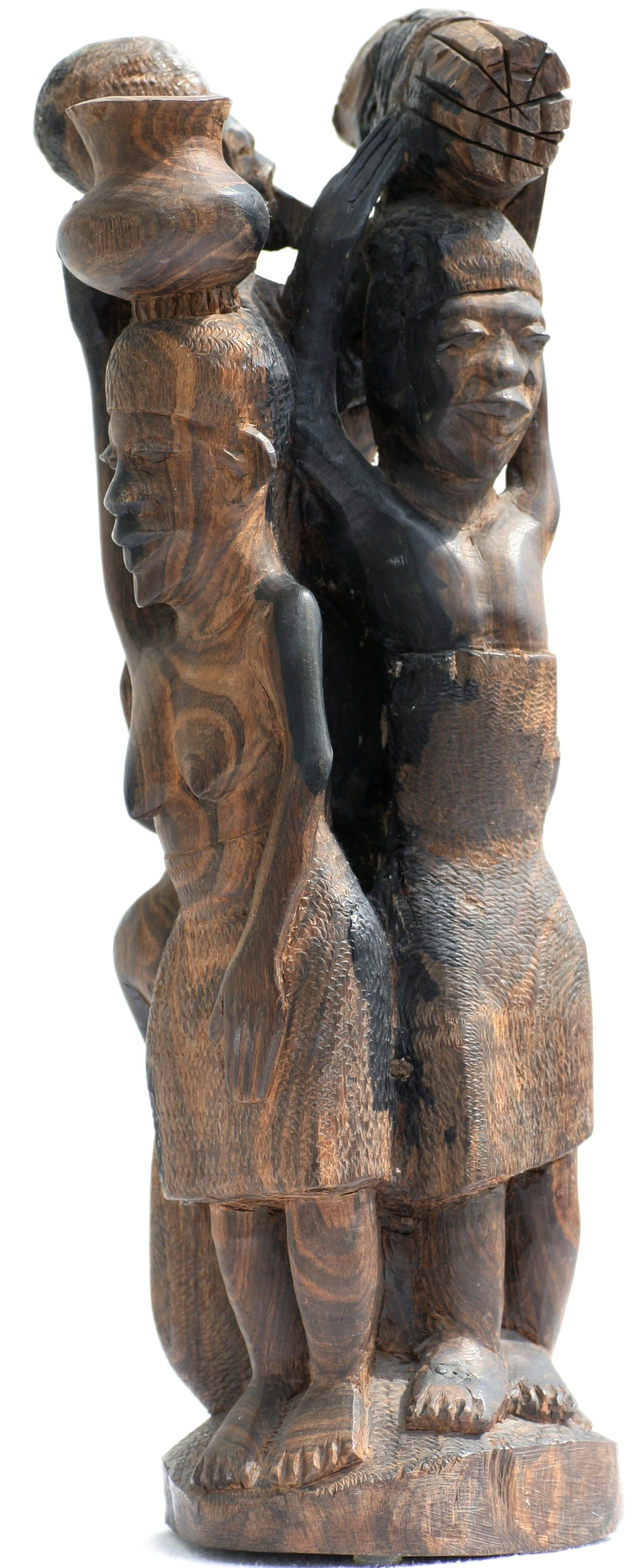
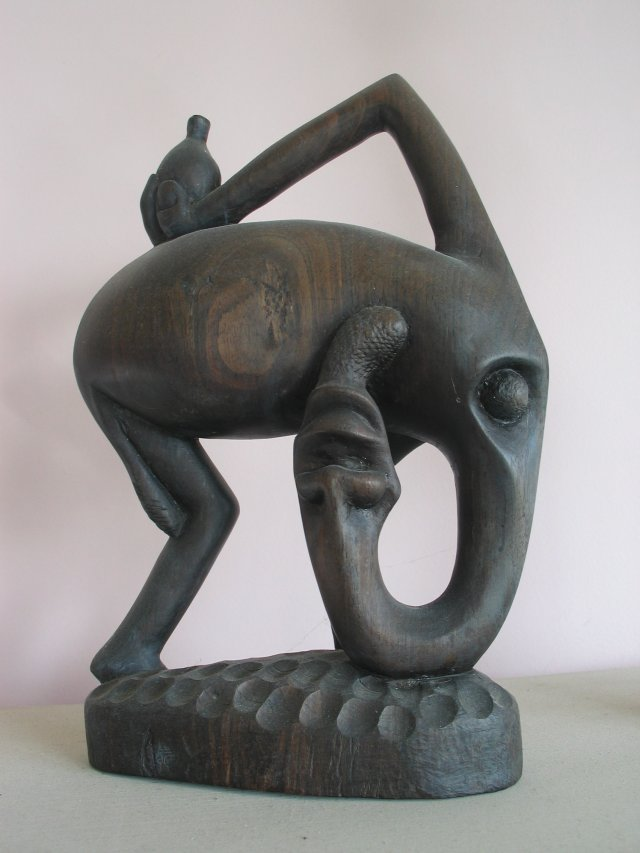

## 歴史
大昔に、現在とは別の場所から移動してきたのだといわれている。
1905年のマジ・マジ反乱には北のマコンデが参加し、南のマコンデは不参加だった。ルクレディの伝道所の襲撃に失敗した後、裏切りによるリーダーの処刑があった。ドイツ側のヤオ族には捕虜をとられ、財産を押収された。
「アフリカの年」と呼ばれる1960年以降、アフリカにおける西側諸国の植民地の各地で独立運動が展開された。ポルトガル植民地であったモザンビークのマコンデ族のうち、白人入植者の農場の拡大に圧迫された集団が北上し、ロヴマ川を渡り、タンザニア領内へと移った。彼らに対し、タンザニアは拠点を提供し、ソ連は武器と訓練を提供して、ゲリラ兵としてモザンビークへと送り返した。モザンビークでは、マコンデ族のゲリラが大きな問題となったため、白人農場主とマコンデ族の指導者たちとの間で、会談が行われた。この会談は失敗し、混乱した会場を収拾するためにポルトガル軍が発砲したため、複数のマコンデ族指導者たちが射殺される事態となった。結果、闘争の拡大を招き、その後の独立戦争へと引き継がれていった。現在このマコンデ族の武力闘争が、モザンビークの初期の独立運動として、位置づけられている。